# عباس بن علي الموسوي المكي
السيّد عبّاس بن علي بن نور الدين علي المكّي الحسيني الموسوي (1698 - 1765م) (1110 - 1179 هـ) عالم مسلم وأديب حجازي من أهل القرن الثاني عشر الهجري/ الثامن عشر الميلادي. ولد وعاش بمكة في عائلة هاشمية شيعية اثناعشرية هاجر إليها من جبل عامل. عرضت له أمور آذاه فيها أقاربه وأصحابه فرحل سائحًا في العراق وفارس والهند واليمن من 1719 حتى 1729 وكان يعود فيحج في أكثر السنين. وانتهى مطافه بالتردد بين بندر المخا والمكة. ثم استقر في المخا في 1732 ورتب له واليها الفقيه أحمد بن يحيى الخزندار ما يعيش به، فانصرف إلد جمع ما تفرق من أوراقه فألف منها كتابة نزهة الجليس ومنية الأديب الأنيس في مجلدين، انتهى منه في 16 فبراير 1736 وجعله هديته إلى الوالي الخزندار. سكن في مسقط رأسه آخر أيامه ولكنه ذهب إلى الشام موطن آبائه وتوفي في جبشيت.

## سيرته
هو السيّد عبّاس بن بن علي بن نور الدين علي بن علي بن الحسين بن أبي الحسن الموسوي العاملي الجبعي المكي. كان جده نور الدين قد هاجر إلى مكة، فنشأ ولده وحفيده عباس هناك. ولد عباس بمكة في جمادى الأولى سنة 1110 هـ/ 1698 م ونشأ بها. توفي أبيه وهو ابن تسع سنين، عنى بتربيته أخوه مصطفى ثم سلمان.

درس على مشايخ عصره منهم نصر الفائزي الحائري وعبد الله بن جعفر باعلوي وبدر بن غالب الرفاعي وعلي نقيب القادرية ببغداد، ومحمد بن أحمد عقيلة الأحمدي الشناوي، ويوسف بن عبد الرحيم الرفاعي.

توفي في جبشيت من جبل عامل في حدود سنة 1180 هـ/ 1776 م.

## رحلاته
قام برحلات لتعليم، فكان أوله في 1131 هـ/ 1719 م وذلك بعد اجتماعه بأستاذه نصر الله الحائري في المكة. ولما انقضى موسم الحج من عام 1131 هـ/ 1719 م تأهب الحائري للسفر مع الحاج العراقي قاصدًا العودة إلى بلاده كربلاء في العراق، وكان صحبة والده حسين الحائري، فأشار على عباس الموسوي بالسفر وأنشده أبياتًا له وخرج معهم في ثامن عشر من ذي الحجة من السنة المذكورة. وهذا أول رحلته. ووصل إلى النجف بتاريخ 3 صفر 1131 هـ/ 1719 م وزار كربلاء بتاريخ 6 ربيع الأول سنة 1131 هـ وأقام بها شهرين واجتمع بها بعلمائها.

ثم ترك العراق متجهًا نحو بلاد فارس ووصل إلى أصفهان في 11 رجب 1131 هـ واجتمع فيها ببعض قرائبه العلماء. ثم رجع إلى العراق في 1132 هـ/ 1720 م وتوجه من العراق إلى أصفهان ثانيًا وخرج منها إلى شيراز.

أنهى رحلته في بلاد فارس في 18 رجب حيث خرج من بندر بوشهر إلى الأحساء ومنها إلى البصرة ومن البصرة صحّ عزمه على التوجه إلى الهند، فغادرها في 6 صفر 1133 هـ في مركب كان قد أستأجره الأمير فارس خان، أمير سورت لفنسه خاصه وسمح له بصحبته فيه، فدخل في غرة ربيع الأول بندر كنج وهناك اجتمع بالعلامة محمد بن ماجد البحراني. ثم دخل بندر سورت ومنها إلى بلدة عالي مهان وكان ذلك في 15 شعبان سنة 1133 هـ كما أنه تولى الحسبة في قرية ديوهي وذلك في أيام مهر علي خان. ثم تطوف في بلاد الهند حتى سنة 1140 هـ واجتمع بأمراء وعلماء دين شيعة وعلويون.

توجه إلى جدة قاصدًا للحج وسكن بها في نفس السنة.

## شعره
كان عباس الموسوي شاعرًا متفنّنًا في ضروب الشعر، حتى التخميس والمسلسل والدوبيت المستزاد وغيره، وشعره متوسط قليل الجيد، يغلب عليه طالبع عصره من التزام الصناعة اللفظية وكثرة استعمال المعاني البديعية.

والغالب على أغراضه الشعرية شكوى الزمان. ولم يكن مقتصرًا في نظمه على الفحصى فحسب، بل كان ينظم باللغة الدارجة. فقد روى له محسن الأمين في الأعيان والشرواني في الحديقة، بيتًا على طريقة المواليا العراقي.

ولمعرفته ببعض اللغات غير العربية كالفارسية والهندية والتركية، والتي أجادها بحكم أسفاره إلى بلادها، فقد كان يحسن النظم ببعضها كما أنه استفاد أدبيًا من جميعها.

## حياته الشخصية
تزوج وله خمسة أولاد، أمين سم بمصر ومات بها، محمد نزيل بلاد فارس برز في الرياضيات ومات في النجف،‌ ومحمود، وعلي وقاسم. وكان ذريته تعرف ببيت عباس في المكة، نسبة إلى جدهم الأعلى عباس المكّي.

## مؤلفاته
- نزهة الجليس ومنية الأديب الأنيس
- أزهار الناظرين في أخبار الأولين والآخرين
- أزهار بستان الناظرين في سيرة رسول ربّ العالمين وأخباره وآثاره